# フリッツ・ミューラー

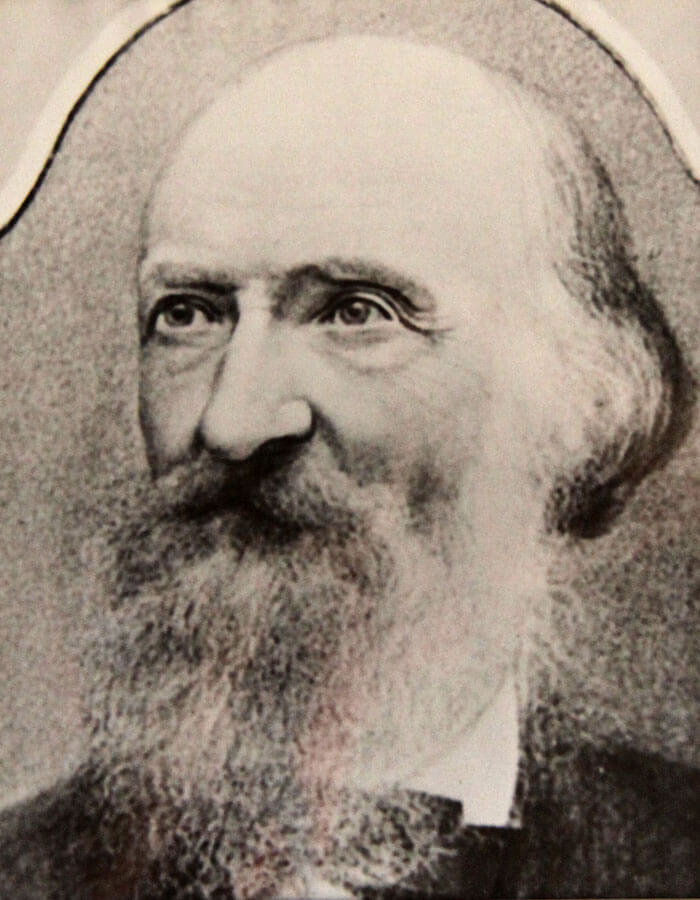
フリッツ・ミューラー(1892年)

ヨハン・フリードリヒ・テオドール・ミューラー（Johann Friedrich Theodor Müller、1821年3月31日 - 1897年5月21日）は、ドイツの博物学者。ブラジルに移住しアマゾンの熱帯雨林の研究を行った。初期の進化論支持者の一人で、ミューラー型擬態に名を残している。フリッツ・ミューラー（Fritz Müller）は通称。

## 概要
ドイツのエアフルト近郊で、牧師の息子として生まれる。彼の同世代のイギリス人博物学者たちの多くとは異なり、ベルリン大学とグライフスヴァルト大学で科学の専門教育を受け、博士号を取得した。その後、医学を学び、同時に宗教に対して疑念を持ち始めて、1846年に無神論者となった。さらに自由集会運動（Free Congregation）に加わり、自由恋愛主義（free love）を支持した。
彼は医学の宣誓で、神への宣誓を求められたためそれを拒否し、また1848年のプロイセンの革命（フランクフルト国民議会を参照）が失敗に終わったことに失望し、1852年に兄弟や妻とともにヘルマン・ブルメナウが開いた町であるブラジルのブルメナウに移住した。
ブルメナウでは農業に携わる傍ら、州政府の仕事に協力して、あるいは自分のため、アマゾンの自然を研究するため、医者、教師、生物学者としても活動した。彼の発見で重要な物は、ある種の昆虫が、別の昆虫とそっくりな外見をしていることからどんな利点があるのかを発見したことで、今ではミューラー型擬態と呼ばれる。
1864年に『ダーウィンへ贈る（Für Darwin）』という本を書いた。それは5年前にチャールズ・ダーウィンが提唱した進化論と自然選択説、および『種の起源』は事実であると主張する内容だった。これは1869年に『ダーウィンの主張と事実（Facts and Arguments for Darwin）』と改題され、英訳が出版された。ダーウィンはその翻訳と出版を支援した。しかしこの本は大変読みにくかったため、真価が多くの人に理解されないままだった。
ミューラーはダーウィンと多くの手紙をやりとりした一人で、またミューラーは他にもエルンスト・ヘッケル、アレクサンダー・アガシ（アメリカの科学者。著名な地質学者で動物学者であったルイ・アガシの息子）らとも手紙での交流があった。また、ダーウィンの『人間の由来と性選択』の為に多くの資料を提供した植物学者であるヘルマン・ミューラーは弟である。
1874年から1891年にかけて、ブラジル皇帝ペドロ2世に招聘された外国人博物学者たちとともに、ブラジルの国立博物館の資料収集を請け負った。